# Peter Wemö
Peter Wemö, född 1964 i Karlskrona, är en svensk vissångare.
Peter Wemö har varit en del av den nordiska vis-gemenskapen sedan början av åttiotalet, och återkommande turnerat i Danmark, Norge och Sverige.  Ett par år var han fast knuten till dåvarande Länsmusiken i Blekinge och turnerade med Vittusensemblen som sångsolist.
I början av 1990-talet blev han Visans man i SR P4 och presenterade Svensk och Nordisk visa för lyssnarna under elva år.
Peter Wemö har givit ut flera verk via skivbolag, nu senast CD:n Nu!